# Ronde van Opper-Oostenrijk
De Ronde van Opper-Oostenrijk (Duits: Oberösterreich-Rundfahrt), voorheen Drie Landen Tour en Internationale Vredes- en Vriendschapstour, is een meerdaagse wielerwedstrijd die jaarlijks in begin juni wordt verreden in de Oostenrijkse deelstaat Opper-Oostenrijk. De koers is onderdeel van de UCI Europe Tour met een classificatie van 2.2.
De eerste editie werd in 2001 georganiseerd en gewonnen door de Belg Philippe Gilbert.De Nederlanders Jos Lucassen en Thomas Dekker wonnen de koers in 1999 en 2003. De Oostenrijker Stephan Rabitsch is recordoverwinnaar met drie eindzeges.

## Lijst van winnaars

### Meervoudige winnaars
| Overwinningen | Renner           | Jaren            |
| ------------- | ---------------- | ---------------- |
| 3             | Stephan Rabitsch | 2016, 2017, 2018 |
| 2             | Markus Eibegger  | 2006, 2008       |

### Overwinningen per land
| Overwinningen | Land                                                             |
| ------------- | ---------------------------------------------------------------- |
| 11            | Oostenrijk                                                       |
| 2             | Duitsland, Frankrijk, Nederland, Slovenië, Tsjechië, Zwitserland |
| 1             | Australië, België, Italië, Slowakije                             |